# Стероїди

Схема кільця стероїдів

Стероїди — речовини тваринного чи рослинного походження з високою біологічною активністю. Стероїди утворюються у природі з ізопреноїдних попередників. Особливістю будови стероїдів є наявність конденсованої тетрациклічної системи гонана. Ядро гонана у стероїдах може бути насиченим або частково насиченим, містити алкільні і деякі функціональні групи — гідроксильні, карбонільні чи карбоксильну.
До стероїдів належать статеві гормони.